# Jean-Pierre Le Goff (écrivain)
Pour les articles homonymes, voir Jean-Pierre Le Goff et Le Goff.
Jean-Pierre Le Goff, né à Douarnenez le 2 août 1942 et mort à Montmorillon le 26 février 2012, est un écrivain, poète et plasticien français.

## Biographie
Jean-Pierre Le Goff passe son enfance à Douarnenez, marquée en 1945 par la disparition de son père, perdu en mer, qu’il évoquera dans le dernier livre publié de son vivant (Les Abymes du Titanic, 2006).
Il découvre le surréalisme pendant ses années de lycée, dans des ouvrages de la bibliothèque municipale de Brest, notamment à travers la peinture d’Yves Tanguy. En septembre 1966, il se rend à Saint-Cirq-Lapopie pour rencontrer André Breton mais, arrivé sur place, rebrousse finalement chemin. Il apprend par la suite que ce fut le jour même de la mort de Breton.
Introduit dans le groupe surréaliste parisien, Jean-Pierre Le Goff participe aux réunions du café La Promenade de Vénus et cosigne des déclarations collectives dans la revue L’Archibras, notamment « La Plate-forme de Prague » (avril 1968) et « SAS » (mars 1969) qui acte la suspension d’une activité organisée. Celle-ci perdurera à travers de nouvelles revues et de nouveaux cafés, au gré de formations affinitaires constituant un milieu dans lequel Le Goff nourrira maintes et durables amitiés.
Au cours de ces années, Jean-Pierre Le Goff se signale par des « dessins géométriques » où s’exprime son approche émerveillée des formes naturelles, et dont il abandonne la pratique au début des années 1970. Dans le courant des années 1970, il se livre à la composition parallèle de deux ensembles de notes, Coquillages et Métaux adjacents, qui exposent une série de curiosités (conchyliologiques pour l’un, métalliques pour l’autre) dont chaque pièce se présente comme le support matériel d’une rêverie. Ces deux ouvrages ne seront publiés qu’après sa mort.
Au début des années 1980, Jean-Pierre Le Goff publie des textes dans des revues de la mouvance surréaliste ou de ses alentours immédiats, ainsi que quelques opuscules. La plupart de ces écrits, ainsi que de nombreux inédits datant de la même période, seront rassemblés dans Le Vent dans les arbres et autres textes (Le Cadran ligné, 2023). Son premier livre, Journal de neiges, paraît en 1983 aux éditions Le Hasard d’être : il s’y applique, au jour le jour et durant quatre hivers, à formuler ce que déclenche en lui l’apparition de la neige.
En juin 1985, Jean-Pierre Le Goff fait une arrivée remarquée au « IVe Congrès ordinaire de Banalyse » (Les Fades). Il participe dès lors aux activités et événements de la Banalyse, se rend au congrès annuel des Fades, publie dans Les Cahiers de la Banalyse, participe aux « Rendez-vous de Branik » à Prague. Il s’en retirera en 1991 avec un texte virulent (« La Banalyse prendrait-elle le rétroviseur pour le pare-brise ? »).
En février 1986, en lisière d’un petit bois de Brunoy, Jean-Pierre Le Goff procède devant quelques amis à l’enfouissement d’un fil à plomb, sujet d’un poème récemment écrit (« Le Fil à plomb par la pesanteur des mots »). Il présente ce geste comme « une action conjuratoire, une sorte d’exorcisme » et le justifie par un désir de « palpabilité » face à l’incomplétude de l’écrit, « de manière à ce que les mots paraissent coïncider avec l’objet qu’ils définissent » (J.-P. Le Goff, "L'acte que le texte appelle", envoyé le 31 janvier 1986). Sur les cent trente personnes invitées, seules cinq sont présentes.
À partir de cet acte inaugural un rituel prend forme : jusqu’en 2007, Jean-Pierre Le Goff invitera par voie postale son carnet d’adresse à le rejoindre dans des lieux, à des dates et horaires précis, pour constater l’accomplissement d’un geste poétique. Il nomme ces envois postaux ses « petits papiers ».
En 1992, La Nouvelle Revue française consacre une bonne partie de son numéro de juillet-août à Jean-Pierre Le Goff, qui y produit deux ensembles de textes : « Préalable sur la perle », et « Hôtels de l’Image ». C’est la première publication de ses petits papiers. André Velter en fait un compte rendu élogieux dans Le Monde des Livres.
En 2000, Le Cachet de la poste (feuilles volantes) est publié par Gallimard dans la collection « L’arbalète » avec une préface de Jacques Réda. Cet ouvrage recueille une décennie de « petits papiers ». Jean-Pierre Le Goff les présente ainsi : « Ces petits papiers firent l’objet d’envois postaux qui commencèrent au début de l’année 1989. Des correspondants, dont le nombre fut progressif, les reçurent. La série ici publiée s’arrête au mois de juin 1999. Les envois des feuilles volantes continuent. ».
Dans les années 2000, Jean-Pierre Le Goff participe aux activités du collège de ‘Pataphysique (il est nommé en 2005 Régent du Collège de ’Pataphysique, titulaire de la chaire de Kaïrotique, science de l'occasion saisie). Il contribue à la revue Viridis Candela par une investigation sur « L’affaire des plaques » (2003) et publie trois livres aux éditions Le Crayon qui tue : Du Crayon vert (2001), L’Écriture des fourmis (2003), Les Abymes du Titanic (2006).
En 2004, le musée des Beaux-Arts de Brest lui consacre une exposition : « Jean-Pierre Le Goff “Le cachet de la poste” (correspondance, photographies, objets, traces) ».
En juillet 2007, ses correspondants reçoivent un petit papier intitulé « Néant ». C’est le dernier de ses envois, qui met un terme à deux décennies de « petits papiers ». Plus de trois cents personnes en ont été les destinataires réguliers.
Les dernières années de sa vie sont marquées par la maladie d’Alzheimer, des suites de laquelle il décède en 2012. Il est enterré au cimetière de Ploaré à Douarnenez. Ses archives ont été déposées à la bibliothèque de Brest, aujourd’hui médiathèque François-Mitterrand Les Capucins.

## Œuvre

### Livres et opuscules
- Ne voir que du bleu, Arabie-sur-Seine, 1983.
- Journal de neiges, avec deux dessins sur carte à gratter de Jean Benoît, Le Hasard d'être, 1983.
- Lettre sépia, AKEJ, 1984.
- Les Remparts de Brouage, avec un collage de Veronike Keczkowska, Orbe, 1984.
- Sur le tas, avec un dessin de Bruno Montpied, La petite chambre rouge, 1984.
- Rutilance du trésor, calligraphié par Yannick Durand avec un sceau de Jean Terrossian, Alain Buyse éditeur, 1987.
- Le Cachet de la poste (feuilles volantes), préface de Jacques Réda, Gallimard, coll. "L'arbalète", 2000.
- Du crayon vert, Au crayon qui tue, 2001.
- Tristan Bastit, douze été douarnenistes, La Marraine du sel, 2002.
- L’Écriture des fourmis, Au crayon qui tue, 2003.
- Les Abymes du Titanic, Au crayon qui tue, 2006.
- Coquillages, préface de Didier Semin, Les Grands Champs, 2014.
- Métaux adjacents, postface d'Eymeric Jacquot, Les Grands Champs, 2017.
- Esquisses de la poussière, préface de Didier Semin, Les Grands Champs, coll. "Inframince", 2021.
- Journal de neiges suivi de Cristaux de neige, postface de Sylvain Tanquerel, Librairie La Brèche, 2022.
- Le Vent dans les arbres et autres textes, édition établie et postfacée par Sylvain Tanquerel, Le Cadran ligné, 2023.
- Les Chemins de l'image, petits papiers 1999-2007, édition établie et postfacée par Sylvain Tanquerel, Le Cadran ligné, 2025.

### Textes publiés dans des ouvrages collectifs
- « L’orgue à vent », « La harpe éolienne de Thomson », « Le silence sonore de la grotte de Fingal » dans Matthias Bumiller et Nathalie Wolff, Luftmusik, Stuttgart/Paris, éditions Solitude et édition Totale éclipse, 2003.
- « Une question qui vous brûle les lèvres » dans François Dominique et Bruno Lemoine, L'Homme approximatif, Al Dante, 2014.

### Textes parus dans des revues ou journaux
- Le Désir libertaire (nouvelle série) : « Saisir le fil à couper le beurre dans ses retranchements » et « Le Loup dans la bergerie » (n° 2, 2e trimestre 1981) ; « La transparence dans ses zones obscures », imprimé sur papier calque avec des entrelacs de Guy Flandre, et « La négation du bunker » [sur les châteaux de sable de Pieter Wiersma] (n° 3, 4e trimestre 1981).
- Camouflage : « La craie, c’est le noir », avec des entrelacs de Guy Flandre, et réponse à une enquête sur les collections, avec 5 photographies de scories métalliques et autres objets (n° 1, 1er trimestre 1982) ; « Autour du trou (extraits) » (n° 5, 1983) ; « L’inconnu du Pacific Hotel » (n° 6, 1984) ; « Le grain de sel et sa métamorphose confondus » (n° 9, 1985) ; « Sur un lot de fers à moulures » (n° 11/12, « Almanach 1986-1987 »).
- Intersigne : « Miettes ferroviaires » et « Les plantes de l’autre côté de la haie » [repris en postface de Leo Lionni, La Botanique parallèle, Les Grands Champs, 2013] (n° 1, 4e trimestre 1982).
- La Chambre rouge : « Lambeaux » (n° 3, 1984).
- Homnésies : « Bols et œufs » (n° 1, avril 1984) ; « La barque » (n° 2, 2e trimestre 1984) ; « Toute la gomme (texte à effacer) » (n° 3, mars 1985).
- Libération : « Les sidérophiles se repassent les fers » (jeudi 19 septembre 1985).
- Caméra/stylo : « Arrêt sur l’image » [sur Jacques Tourneur] (n° 6, mai 1986).
- Kanal : « Fanny Viollet, tricots et boîtes à dérisoire » (n° 23-24, août-septembre 1986).
- Le Château-Lyre : « La boîte de conserve » (n° 1, juin 1989).
- PAN, c’est myotique : « Persistance du bleu » (n°1, 1992) ; « Musique pour quatre-vingt-huit » (n° 5, 1995).
- La Nouvelle Revue française : « Hôtels de l’image » (n° 470, mars 1992) ; « Préalable sur la perle », « Vignettes », « Lettres aux personnes » et « Lettres à Jean-Pierre Le Goff, Hôtel de l’Image » (n° 474, juillet-août 1992) ; « À la lisière de la forêt de l’Isle-Adam » (n° 557, avril 2001) ; « La lettre à Herman Melville » ( n° 567, octobre 2003).
- S.U.R.R... : « 470 années plus tard... » (n° 2, été 1997).
- Cahiers de littérature orale : « Le Fantôme en chair et en os » (n° 51, 2002).
- Viridis candela. Carnets trimestriels du Collège de 'Pataphysique : « L’Affaire des plaques » (n° 12, 1er gidouille 130 – 15 juin 2003 vulg.).
- Empreintes : « Expériences et événements », avec une présentation de Claude Brabant [sélection de « petits papiers »] (n° 9, février 2007) ; « Fiction dévidée à la suite du craquement d’une armoire », accompagné d’un « Portrait sans abat-jour » de Martine Amalvict et suivi d’une présentation de Stéphanie Mahieu (n° 20, automne 2012).
- Viridis candela. Le Correspondancier du Collège de 'Pataphysique : « Les Métaux adjacents » (n° 12, 1er gidouille 137 – 15 juin 2010 vulg.).
- Viridis candela. Le Publicateur du Collège de 'Pataphysique : « Esquisses de la poussière (extraits) » (n° 11, 21 pédale 144 – 15 mars 2017 vulg.).
- In toto : « Sablier polychrome ou la traversée des orages » (n°3, février 2022)
- Des Pays habitables : « Sur le rouge et le vert », avec une présentation de Sylvain Tanquerel [sélection de « petits papiers »] (n° 5, printemps 2022).

### Expositions personnelles
- 1991 : « 156 kilomètres de perles potentielles », galerie Duval-Dunner, Paris.
- 1993 : « À marquer d'une pierre blanche » théâtre Gérard-Philipe, Frouard.
- 1994 : « Az-zahr », galerie Satellite, Paris.
- 1995 : « Le Long Collier de Louise Brooks », galerie Ocre d’art, Châteauroux.
- 11 mai – 3 juin 2000 : « Le cachet de la poste », galerie Satellite, Paris.
- 28 juin – 15 septembre 2004 : « Le cachet de la poste (correspondance, photographies, objets, traces) », musée des Beaux-Arts, Brest.
- 17 novembre – 8 décembre 2007 : « Rue des Anagrammes » (avec Jean-Claude Mattrat), galerie Satellite, Paris.

### Films sur/avec Jean-Pierre Le Goff
- Patrick Viret, Le Sens de la marche, Atlante Productions, 2007, 15 min. [Intervention filmée de Jean-Pierre Le Goff au phare de l’île Vierge, le samedi 17 juin 2006.]
- Isabelle Filleul de Brohy, L'Homme approximatif, IFB Productions - Association L'homme approximatif, 2014, 25 min. [Courte séquence sur Jean-Pierre Le Goff à partir d'extraits de captation des rencontres « Hiatus » du 13 novembre 1997 au FRAC Basse-Normandie (Caen).]